# Солоницький бій
Солоницький бій 1596 року — вирішальний бій в урочищі Солониця поблизу міста Лубен (сучасне село Солониця) під час повстання Наливайка 1594–1596 років.
Місця стоянки козацького табору Наливайка зазначають неоднаково: одні в селі Солониці, інші в х. Купєвасі  та Квіткиному  хуторі, треті — в урочищі «Сухої Солониці», верстах в 12 від Сули. У останньому пункті місцями збереглися окопи, в інших же — слідів їх немає. Можливо, пошуки скарбів впродовж  трьохсот років прискорили руйнування окопів, хоча це і важко допустити — з огляду на те, що татарські і навіть скіфські насипи висяться до цієї пори. В усякому разі, зазначене Ф. Д. Ніколайчиком в його монографії «Первыя казацкая движения в рѣчи Посполитой» місце розташування козацького табору — «в півмилі від міста», «за мостом через Сулу» (і навіть далі у х. Солониці) сумнівне, бо рясно тут в джерелах і нині, навіть за нижчих рівнів усіх вод, також і польське військо не могло терпіти тут, поблизу міста недоліку в припасах. 
Після бою в урочищі Гострий Камінь поблизу Білої Церкви (початок квітня 1596 року) основні загони повстанців на чолі з Северином Наливайком та Григорієм Лободою, забравши свої сім'ї, змушені були відійти на Лівобережну Україну. На випадок невдачі повстання вони мали намір відступити на територію Московської держави.
В кінці травня 1596 року коронне військо на чолі зі Станіславом Жолкевським відрізало шлях відступу до кордону Московської держави.
Низинний лівий берег Сули в XVI столітті являв собою непрохідну драговину, і переправа через річку в межах тодішньої Вишневеччини можлива була лише біля Горошина або ж через Лубенський міст. Тут в середніх числах травня 1596 року пройшов табір Наливайка і Лободи, сподіваючись спалити міст і, затримавши таким чином погоню загону коронного гетьмана Жолкевського, відсидітися в степу або пробратися на Запоріжжя із здобутим в Польщі добром. План не вдався: доганяючи козаків в Лубнах, Жолкевський вислав в обхідну дорогу інший загін, котрий, переправившись в Городищі, повинен був зустріти їх на лівому березі. Козаки переправилися через міст і запалили його. В цей час услід за табором кинулося коронне військо і загасило міст, а попереду здався інший загін коронним військам. Козаки відійшли в сторону і обгородилися чотирма рядами возів, скутих між собою; за возами викопали рів і засипали вал, вище якого на влаштованих курганах розмістили понад 30 гармат. Станіслав Жолкевський мав не більше 2 500 жовнірів, включно з магнатськими загонами.

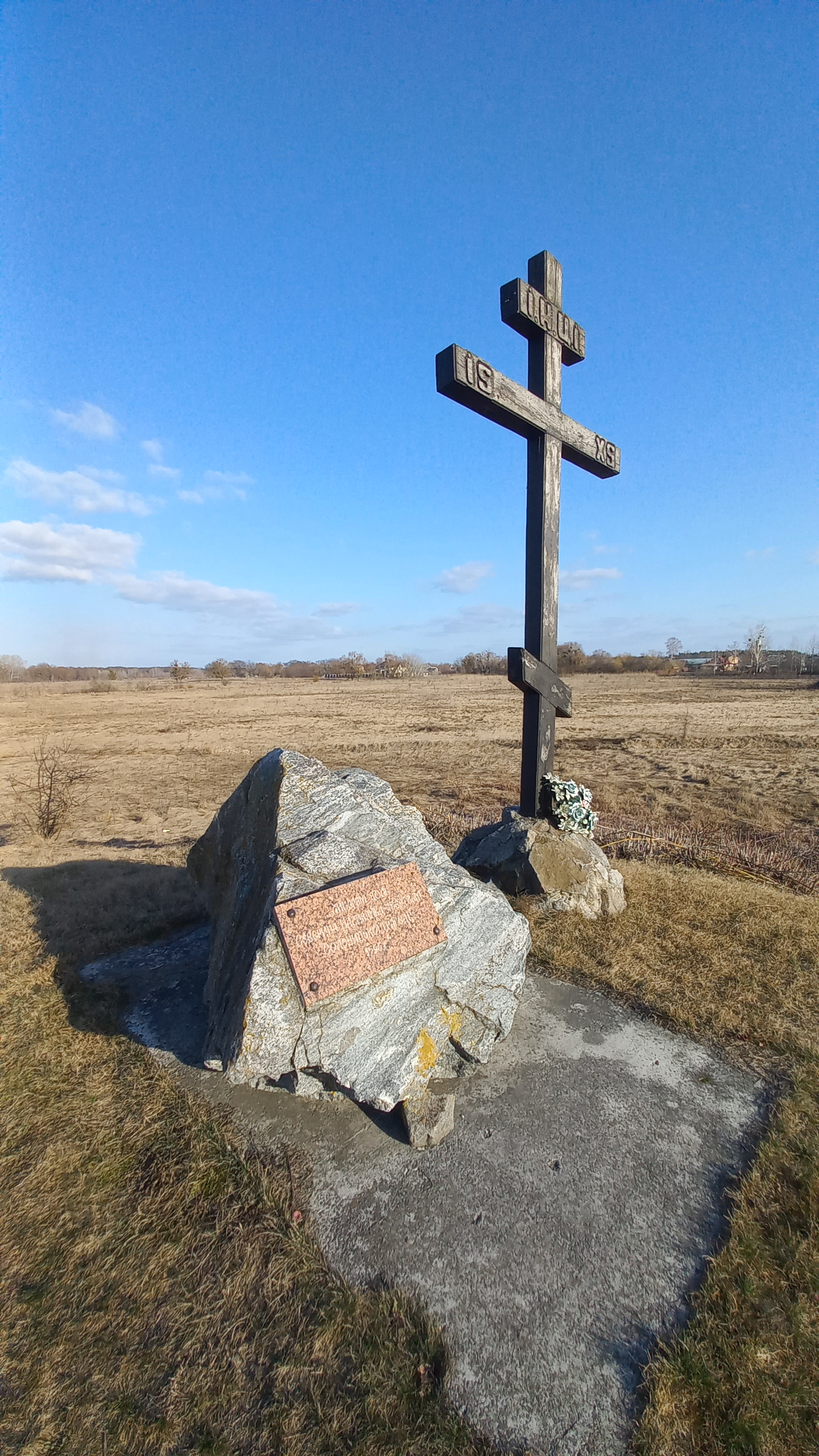
Пам'ятне місце Солоницької битви

16 (26) травня 1596 року почалася облога табору, що тривала близько двох тижнів. Повстанці мужньо боронилися. Вони сподівалися на допомогу загону запорожців на чолі з Підвисоцьким, що діяв у тилу ворога.
Нападом козацького табору узяти було не можна, тому що у кварцяного війська не було гармат. За гарматами послали в Київ, і тільки 4 червня вони були привезені.
Оточені зазнавали великих втрат від коронної артилерії. В таборі бракувало харчів, води, почався масовий падіж коней. До того ж, загострилися суперечності між реєстровими і нереєстровими козаками. Скориставшись з тяжкого становища повстанців, Станіслав Жолкевський вступив у таємні переговори з Григорієм Лободою, пообіцявши реєстровцям амністію. Чутки про капітуляцію викликали між реєстровими і нереєстровими козаками збройну сутичку, в якій Лободу було убито.
26 травня (5 червня) річпосполитське військо почало гарматний обстріл табору, готуючись 28 травня (7 червня) почати вирішальний штурм. Але вночі проти 28 травня (7 червня) верхівка реєстровців по-зрадницькому схопила Северина Наливайка, Матвія Шаулу та інших керівників повстання і видала їх Станіславові Жолкевському.
Під час переговорів жовніри коронного війська, всупереч наказам Жолкевського, підступно напали на табір і вирізало, за деякими твердженнями, кілька тисяч повстанців разом з їхніми жінками і дітьми. Коронярі рубали тих, що втікали, упродовж милі, так що труп лежав на трупі. Тільки 1500 козаків на чолі з Криштофом Кремпським прорвали оточення і відступили на Запоріжжя. Наливайка з іншими ватажками відвезли у Варшаву, де їх судили і стратили, причому вирок Наливайку був затверджений сеймом.